# Moses Sakyi
Moses Sakyi (Accra, 12 marzo 1981) è un ex calciatore ghanese, di ruolo attaccante.

## Carriera

### Club
Ha giocato nella massima serie dei campionati turco, bulgaro, portoghese, cipriota, cinese, kazako, emiratino ed indonesiano.

### Nazionale
Tra il 2004 e il 2007 ha giocato due partite con la nazionale ghanese.